# Aleurode des serres
Trialeurodes vaporariorum
Espèce
L'aleurode des serres (Trialeurodes vaporariorum) est une espèce d'insectes hémiptères de la famille des Aleyrodidae, communément appelé mouche blanche.
De très petite taille (2 mm), l'imago jaune pâle est un parasite des plantes et est nuisible aux cultures.
L'espèce, originaire d'Amérique centrale, a été répandue accidentellement dans les régions tempérées et chaudes de tous les continents. Dans les pays tempérés, elle fréquente essentiellement les cultures en serres, dans lesquelles le climat est artificiellement régulé (d'où son nom). Les plantes hôtes sont variées. Les principales cultures en serre affectées par ce ravageur sont celles de tomates, d'aubergines et de concombres mais aussi de diverses plantes ornementales, dont les poinsettias. L'aleurode des serres a aussi comme plantes hôtes de nombreuses espèces d'adventices poussant en plein champ et pouvant servir de réservoir aux infestations des cultures, transmettant des viroses.

## Cycle de vie

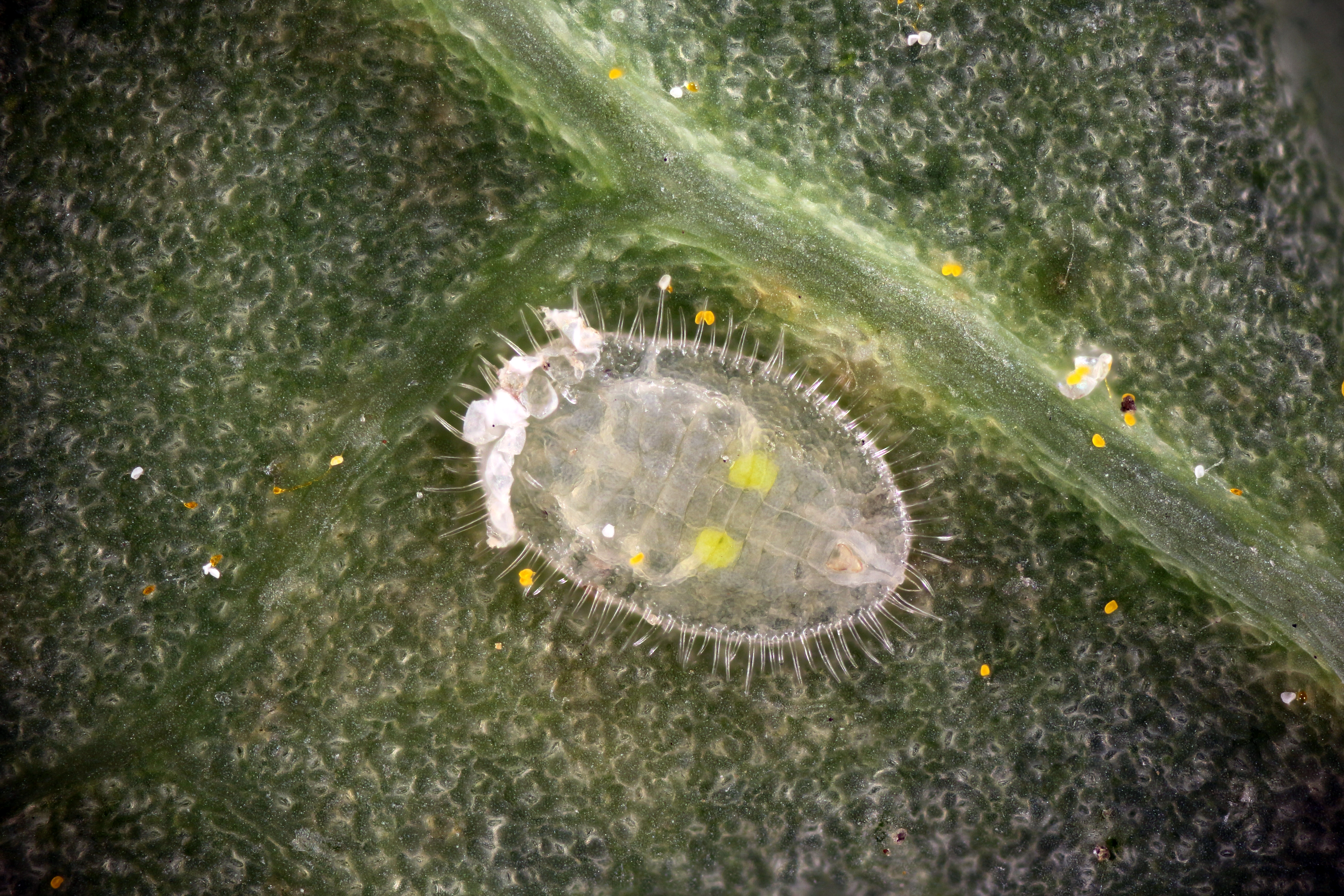
Larve d'aleurode des serres.

La femelle pond ses œufs à l'intérieur des feuilles, qu'elle pique avec son rostre. Les larves phytophages sécrètent une substance blanche cireuse afin de se protéger des prédateurs (autres insectes, oiseaux...). La métamorphose de la larve en adulte ailé se fait progressivement. Les adultes sucent la sève des plantes avec leur rostre. Les générations peuvent se succéder sans discontinuer.
Au printemps la femelle pond ses œufs (environ 500 au cours de sa courte vie qui dure 3 à 6 semaines), déposés en cercle sur les feuilles lisses, éparpillés et moins régulièrement déposés sur les feuilles poilues.
Peu après la ponte, les œufs prennent une couleur foncée.
L'éclosion a lieu 9 jours plus tard à 21 °C, les nouvelles larves passent par une courte période de mobilité avant de commencer à s'alimenter.
Cette espèce passe par 3 stades larvaires puis demeure dans le puparium durant 18 jours.
En conditions optimales (21−24 °C) le cycle est achevé en moins de trois semaines.

## Moyens de lutte
Dans le cas des cultures en serres, un moyen efficace est le recours à un auxiliaire parasitoïde, Encarsia formosa (Gahan), minuscule guêpe de la famille des Aphelinidae qui pond ses œufs dans les larves de l'aleurode.
Cette méthode de lutte biologique doit parfois être complétée par le recours à des insecticides sélectifs, qui restent le moyen de lutte le plus souvent utilisé en culture de plein champ.